# Campionato italiano di ciclismo su strada 1920
Il Campionato italiano di ciclismo su strada 1920 si svolse su sette prove dal 25 marzo al 9 novembre 1920 e vide l'affermazione di Costante Girardengo.

## Calendario
| Data         | Evento                        | Vincitore           | Squadra         |
| ------------ | ----------------------------- | ------------------- | --------------- |
| 25 marzo     | Milano-Sanremo (1920)         | Gaetano Belloni     | Bianchi-Pirelli |
| 27 aprile    | Milano-Torino (1920)          | Costante Girardengo | Stucchi-Dunlop  |
| 9 maggio     | Giro del Piemonte (1920)      | Costante Girardengo | Stucchi-Dunlop  |
| 21 agosto    | Giro dell'Emilia (1920)       | Giovanni Brunero    | Legnano-Pirelli |
| 20 settembre | Corsa del XX settembre (1920) | Angiolo Marchi      | Indipendente    |
| 24 ottobre   | Milano-Modena (1920)          | Costante Girardengo | Stucchi-Dunlop  |
| 9 novembre   | Giro di Lombardia (1920)      | Henri Pélissier     | Bianchi-Pirelli |

## Classifica
| Pos. | Corridore           | Squadra         | Punti |
| ---- | ------------------- | --------------- | ----- |
| 1    | Costante Girardengo | Stucchi-Dunlop  | 38    |
| 2    | Gaetano Belloni     | Bianchi-Pirelli | 37    |
| 3    | Giovanni Brunero    | Legnano-Pirelli | 29    |
| 4    | Giuseppe Azzini     | Bianchi-Pirelli | 19    |
| 5    | Alfredo Sivocci     | Legnano-Pirelli | 18    |
| 6    | Lauro Bordin        | Bianchi-Pirelli | 16    |
| 7    | Ugo Agostoni        | Bianchi-Pirelli | 15    |
| 7    | Leopoldo Torricelli | Legnano-Pirelli | 15    |
| 9    | Federico Gay        | Bianchi-Pirelli | 9     |
| 10   | Angiolo Marchi      | Indipendente    | 8     |